# ماورو بيلون
ماورو بيلون (بالإسبانية: Mauro Bellone)‏ هو لاعب كرة قدم أرجنتيني في مركز الوسط، ولد في 3 يوليو 1990 في San Cristóbal, Santa Fe ‏ في الأرجنتين. لعب مع CSD Flandria ‏.

## وصلات خارجية
- ماورو بيلون على موقع قاعدة بيانات كرة القدم.إي يو (الإنجليزية)
- ماورو بيلون على موقع Soccerway.com (الإنجليزية)